# Polveriera Guzman
La Polveriera Guzman è un edificio storico situato ad Orbetello, in provincia di Grosseto, Toscana.

## Storia
La struttura, fatta costruire dagli spagnoli nel 1692, fu progettata dall'architetto fiammingo Ferdinando de Grunenbergh e utilizzata come polveriera per il deposito di esplosivo. Il nome è dovuto al vicino bastione delle mura spagnole, che era intitolato al viceré Enrique de Guzmán.
Nel 1860, Giuseppe Garibaldi raggiunse Orbetello dopo essere sbarcato a Talamone, e si rifornì nella polveriera di munizioni per la spedizione dei Mille. Undici orbetellani si offrirono poi di seguirlo nell'impresa.
La struttura ospita dal 2004 il Museo archeologico di Orbetello.